# Jodłownik (gmina)
Jodłownik – gmina wiejska w województwie małopolskim, w powiecie limanowskim. W latach 1975–1998 gmina położona była w województwie nowosądeckim.
Siedziba gminy to Jodłownik.
Według danych z 30 czerwca 2004 gminę zamieszkiwały 8052 osoby.

## Struktura powierzchni
Według danych z roku 2002 gmina Jodłownik ma obszar 72,43 km², w tym:
- użytki rolne: 72%
- użytki leśne: 23%

Gmina stanowi 7,61% powierzchni powiatu.

## Demografia

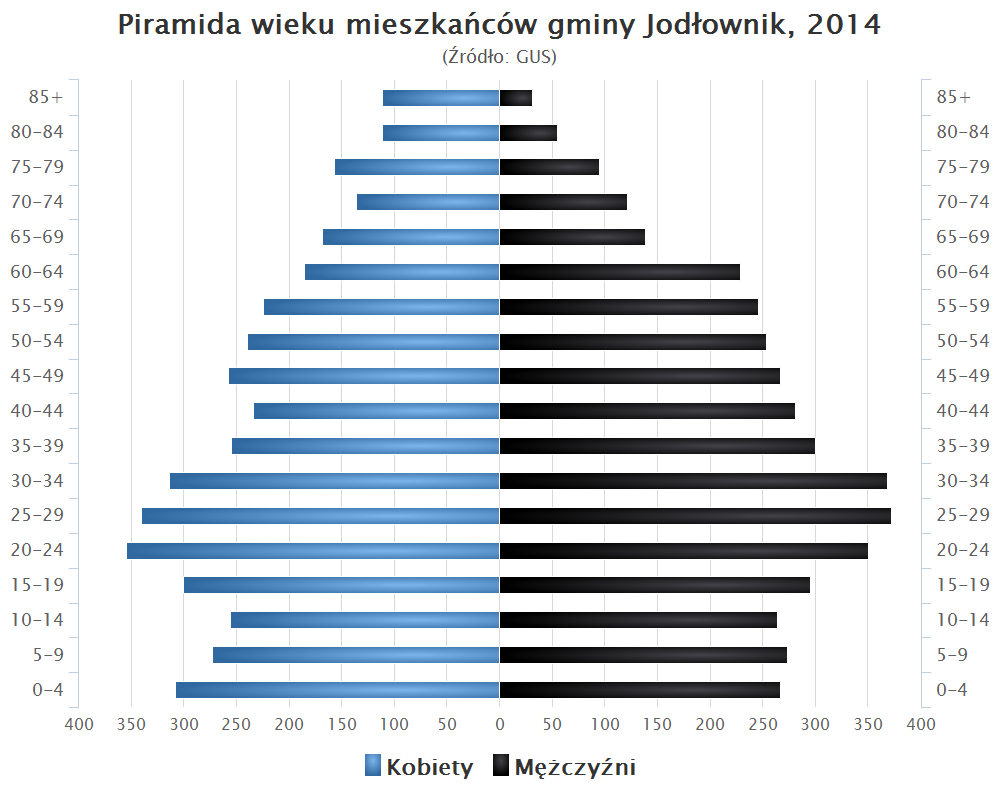
Piramida wieku mieszkańców gminy Jodłownik w 2014 roku

Dane z 30 czerwca 2004:
| Opis                              | Ogółem | Ogółem | Kobiety | Kobiety | Mężczyźni | Mężczyźni |
| --------------------------------- | ------ | ------ | ------- | ------- | --------- | --------- |
| jednostka                         | osób   | %      | osób    | %       | osób      | %         |
| populacja                         | 8052   | 100    | 4030    | 50      | 4022      | 50        |
| gęstość zaludnienia (mieszk./km²) | 111,2  | 111,2  | 55,6    | 55,6    | 55,5      | 55,5      |

## Sołectwa
Góra Świętego Jana, Janowice, Jodłownik, Kostrza, Krasne-Lasocice, Mstów, Pogorzany, Sadek, Słupia, Szczyrzyc, Szyk, Wilkowisko.

## Sąsiednie gminy
Dobra, Limanowa, Łapanów, Raciechowice, Tymbark, Wiśniowa